# Gustav Voerg
Gustav Voerg, ameriški veslač, * 7. junij 1870, † 21. april 1944.
Voerg je za ZDA nastopil na Poletnih olimpijskih igrah 1904 v St. Louisu, kjer je nastopal v disciplini četverec brez krmarja in osvojil bronasto medaljo.